# Giovanni Ricci (giocatore di football americano)
Giovanni Ricci (Loveland, 16 ottobre 1996) è un giocatore di football americano statunitense che milita nel ruolo di tight end per i Carolina Panthers della National Football League (NFL).

## Carriera

### Carolina Panthers
Al college Ricci giocò a football alla Western Michigan University dal 2015 al 2019. Dopo non essere stato scelto nel Draft NFL 2020 firmò con i Carolina Panthers. Fu svincolato alla fine del training camp. Poco dopo rifirmò con la squadra di allenamento, dove passò tutta la sua stagione da rookie. Il 4 gennaio 2021 firmò un nuovo contratto. Nella stagione 2021 riuscì a entrare nel roster attivo dei Panthers, disputando 16 partite, di cui una come titolare, senza fare registrare alcuna ricezione. La prima fu nella settimana 2 della stagione 2022 da 16 yard su passaggio del quarterback Baker Mayfield.